# Anthurium bredemeyeri
Anthurium bredemeyeri är en kallaväxtart som beskrevs av Heinrich Wilhelm Schott. Anthurium bredemeyeri ingår i släktet Anthurium och familjen kallaväxter. Inga underarter finns listade.